# Сади (Нижньосілезьке воєводство)
Сади (пол. Sady) — село в Польщі, у гміні Марциновиці Свідницького повіту Нижньосілезького воєводства.
Населення — 251 особа (2011).
У 1975-1998 роках село належало до Валбжиського воєводства.

## Демографія
Демографічна структура станом на 31 березня 2011 року:
|          | Загалом | Допрацездатний вік | Працездатний вік | Постпрацездатний вік |
| -------- | ------- | ------------------ | ---------------- | -------------------- |
| Чоловіки | 120     | 30                 | 75               | 15                   |
| Жінки    | 131     | 32                 | 72               | 27                   |
| Разом    | 251     | 62                 | 147              | 42                   |